# Panaxia spaneyi
Panaxia spaneyi là một loài bướm đêm thuộc phân họ Arctiinae, họ Erebidae.